# Giornata mondiale degli asteroidi
La Giornata mondiale degli asteroidi (in inglese International Asteroid Day) è una ricorrenza annuale celebrata dal 2015 con lo scopo di aumentare la conoscenza degli asteroidi, e in generale dei corpi minori del sistema solare, e di cosa possa essere fatto per evitare eventi catastrofici che coinvolgano la Terra.
La data scelta per la ricorrenza è il 30 giugno con riferimento all'evento di Tunguska, avvenuto il 30 giugno 1908, il maggior evento di impatto accaduto sulla Terra e di cui sia accertata la data di accadimento.

## Storia
A dicembre del 2014 su idea di Brian May, chitarrista dei Queen, Russell Schweickart, astronauta dell'Apollo 9, Grigorij Richters, regista, e Danica Remy, presidente della Fondazione B612, venne proposta la "Dichiarazione del 100x", una petizione affinché si centuplicasse nell'arco di 10 anni la capacità di individuare gli asteroidi near-Earth: l'anno successivo, a sostegno della petizione, i promotori della dichiarazione proposero per il 30 giugno la prima giornata degli asteroidi.
A febbraio del 2016 l'astronauta rumeno Dumitru Dorin Prunariu e l'Associazione degli esploratori spaziali presentarono una richiesta alle Nazioni Unite per il riconoscimento della giornata: a dicembre dello stesso anno l'Assemblea Generale votò una risoluzione che fissava la ricorrenza.
In occasione del giornata del 2017, l'asteroide 248750 è stata dedicato alla giornata medesima intitolandolo 248750 Asteroidday.
I promotori della "Dichiarazione del 100x" si sono organizzati in un'associazione no-profit che sostiene le varie iniziative sparse nel mondo collegate alla giornata mondiale e, più in generale, altre iniziative nel corso dell'anno volte a favorire la divulgazione sugli asteroidi e i rischi ad essi connessi.